# Giro delle Fiandre 1934
Il Giro delle Fiandre 1934, diciottesima edizione della corsa, fu disputato il 18 marzo 1934, per un percorso totale di 239 km. Fu vinto dal belga Gaston Rebry, al traguardo con il tempo di 7h00'00", alla media di 34,140 km/h, davanti ai connazionali Alfons Schepers e Félicien Vervaecke.
I ciclisti che partirono da Gand furono 162 mentre coloro che tagliarono il traguardo a Wetteren furono 48.

## Ordine d'arrivo (Top 10)
| Pos. | Corridore           | Squadra             | Tempo    |
| ---- | ------------------- | ------------------- | -------- |
| 1    | Gaston Rebry        | Alcyon-Dunlop       | 7h00'00" |
| 2    | Alfons Schepers     | La Française-Dunlop | a 4'16"  |
| 3    | Félicien Vervaecke  | Labor               | a 6'55"  |
| 4    | Richard Noterman    | La Française-Dunlop | s.t.     |
| 5    | Maurice Cocquereaux | -                   | a 12'40" |
| 6    | Cesar Bogaert       | -                   | a 13'00" |
| 7    | Léon Tommies        | Alcyon-Dunlop       | a 14'15" |
| 8    | Armand van Bruaene  | Van Bruaene Sport   | s.t.     |
| 9    | Ernest Mottard      | -                   | s.t.     |
| 10   | Theo Geunis         | Genial Lucifer      | s.t.     |